# إدوين أتكينز ميريت
إدوين أتكينز ميريت هو دبلوماسي وسياسي أمريكي، ولد في 26 فبراير 1828 في سدبوري في الولايات المتحدة، وتوفي في 26 ديسمبر 1916 في Potsdam, New York ‏ في الولايات المتحدة. نشط حزبياً في الحزب الجمهوري. وقد انتخب عضو جمعية ولاية نيويورك ‏.